# 萬卡山
15°17′15″S 72°11′35″W / 15.28750°S 72.19306°W
萬卡山（Huanca），是秘魯的山峰，位於該國南部阿雷基帕大區，由卡斯蒂利亞省的查查斯區負責管轄，屬於奇拉山脈的一部分，海拔高度5,200米。